# 伊萬弗拉季斯拉夫角

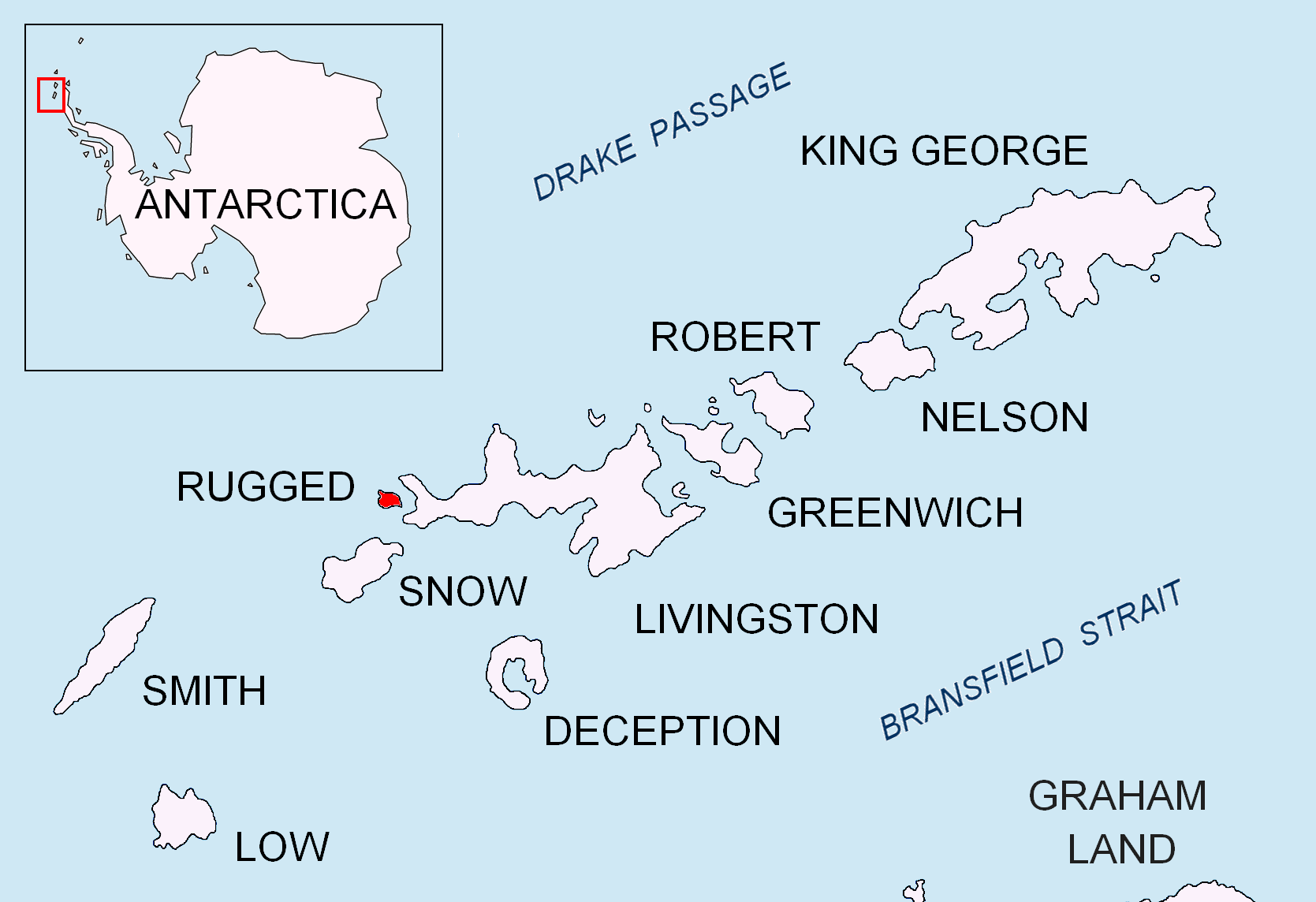

伊萬弗拉季斯拉夫角是南極洲的海岬，位於南設得蘭群島的拉吉德島北岸，處於赫林角西北面1.63公里、錫米特利角東北面0.4公里和謝菲爾德角東南面3.27公里。
62°37′07.2″S 61°14′05.8″W / 62.618667°S 61.234944°W

## 外部連結
- Ivan Vladislav Point. （页面存档备份，存于） SCAR Composite Gazetteer of Antarctica.